# شهرداری آیوپایا

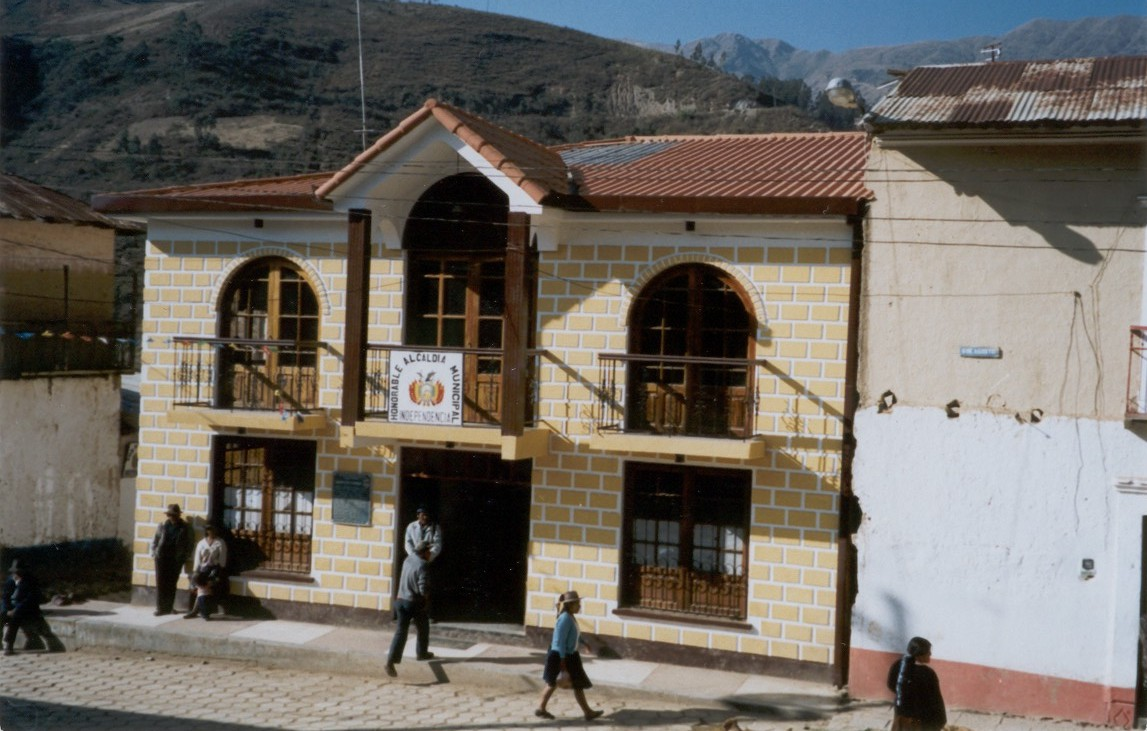
شهرداری آیوپایا

شهرداری آیوپایا (به اسپانیایی: Ayopaya Municipality) یک شهرداری در بولیوی است که در استان آیوپایا واقع شده‌است. شهرداری آیوپایا ۲۶٬۸۲۵ نفر جمعیت دارد.